# Nito Mestre
Carlos Alberto « Nito » Mestre (né le 3 août 1952 à Buenos Aires) est un musicien argentin, surtout connu pour être le chanteur et le guitariste du duo Sui Generis, avec Charly García.

## Biographie
Nito est né le 3 août 1952 à Buenos Aires. Au milieu des années 1970, alors qu'il fréquente le lycée de l'Instituto Social Militar Dr. Dámaso Centeno (situé dans la ville de Buenos Aires), il rencontre le musicien Charly García. Dans un premier temps, aucune maison de disques ne s'intéresse au groupe, jusqu'en 1972, lorsque Pierre les présente au producteur Jorge Álvarez, l'un des fondateurs de le label discographique indépendant Mandioca. Au début de sa carrière, il est le guitariste du duo Sui Generis, avec Charly García.
En 1974, Sui Generis n'est plus le duo acoustique qui a fait ses débuts deux ans plus tôt. Pour ce faire, ils travaillent à nouveau en studio sous la supervision de Billy Bond. Les années passent et Charly García et Nito Mestre décident de faire leurs adieux lors de leur dernier concert au Luna Park en 1975. Pendant le concert, le film Adiós Sui Géneris est enregistré. Après la séparation de Sui Generis, le groupe PorSuiGieco est formé. 
Au début des années 1980, il entame une carrière solo. En 1983, il présente son album Escondo mis ojos al sol, auquel collabore Mercedes Sosa. Cet album est présenté en septembre au stade José Amalfitani du club Vélez Sarfield. En 1984, il se joint à Juan Carlos Baglietto et Celeste Carballo pour présenter un concert collectif intitulé Por qué cantamos. La tournée comprend des représentations au Chili.
L'année suivante, il sort un album intitulé simplement Nito, dans lequel il présente son groupe d'accompagnement composé de Gringui Herrera (guitares), Gustavo Giuliano (basse), Mauricio García (claviers) et Oscar Moro (batterie). Trois ans plus tard, il s'installe au Chili et travaille en duo avec le guitariste et auteur-compositeur-interprète chilien Eduardo Gatti. À la suite de cette collaboration, le CD intitulé Entrada de locos ne sort qu'au Chili et à Mendoza, et en 1988, il enregistre avec Álvaro Scaramelli le single Abrelatas, tiré de l'album Secretos develados. 
En 2010, Nito Mestre sort son huitième album intitulé Mestre (selon lui, une continuation de son ancien album 20/10) qui inclut la participation de Beto Cuevas. Cet album est enregistré principalement à Miami, avec le célèbre guitariste/producteur Pablo Manavello comme ingénieur du son et Iker Gastaminsa comme ingénieur du son. En 2013, Nito sort son premier DVD Nito Mestre Completo : En Vivo, enregistré au NDN Teatro.

## Discographie

### Albums studio
- 1981 : 20/10
- 1983 : Escondo mis ojos al sol
- 1986 : Nito
- 1989 : Entrada de Locos (Nito Mestre avec Eduardo Gatti)
- 1991 : Tocando el cielo
- 1992 : Rasguña la piedras
- 1993 : Canta Sui Generis
- 1998 : Colores puros
- 2005 : Mestre
- 2010 : Flores en Nashville
- 2010 : Nito sinfónico
- 2014 : Trip de agosto